# Розмид
Розмид (англ. Rosemead) — город в округе Лос-Анджелес в штате Калифорния в Соединённых Штатах Америки.
Согласно данным переписи населения США 2020 года число жителей города 
составляло 51 185 человек, что, для такого небольшого населённого пункта, существенно меньше (− 4.8%), чем было во время предыдущей переписи проводившейся в 2010 году (53 764 человека).

## История
В доколумбову эпоху, до прибытия испанцев территория вокруг нынешнего Роузмида была заселена коренными американцами, известными как люди ивовых домов или более известными как народ тонгва.
Во времена испанской колониальной эпохи территория, которая сейчас является городом Роузмид, была частью земель, управляемых Миссией Сан-Гейбриель. В рамках Закона о секуляризации земля, ранее принадлежавшая Миссии, была распределена между частными лицами, с условием чтобы они обустраивали здесь свои ранчо.
После Американо-мексиканской войны Розмид, как и весь округ, перешёл под юрисдикцию Соединённых Штатов.
Среди первых английскох колонистов был Леонард Джон Роуз и его жена Аманда, которые купили около 600 акров (2,4 км2) земли между тем, что сейчас называется бульваром Розмид и авеню Уолнат-Гроув. Роуз разводил и тренировал лошадей. Он назвал свое ранчо «Rose’s Meadow» («Луг Роуз»), которое в конечном итоге сократилось до Роузмид и дало название всему сообществу.
4 августа 1959 года Розмид официально получил статус города.
В 1940-е в городе был построен аэропорт, который просуществовал около двадцати лет, но потом, ввиду его экономической нецелесообразности и наличии поблизости нескольких альтернатив, был закрыт, а земля стала использоваться для других целей, в основном под застройку.
В 1991 году в Розмиде принял своих первых студентов частный буддийский Университет Запада.

## География
Согласно данным Бюро переписи населения США, общая площадь города составляет 5,2 квадратных мили (13 км2); из которых 5,2 квадратных мили (13 км2) занимает суша, а 0,19% — приходится на водную поверхность.
Розмид граничит на севере с Сан-Гейбриелем и Темпл-Сити, на востоке — с Эль-Монте и Саут-Эль-Монте, на юге — с некорпоративной территорией Саут-Сан-Гейбриелем и Монтебелло, а на западе — с Сан-Гейбриелем и Монтерей-Парком.